# Frontale fibrosierende Alopezie
Die frontale fibrosierende Alopezie (FFA, Synonym: postmenopausale frontale fibrosierende Alopezie, M. Kossard) ist eine Autoimmunerkrankung der Haut, die durch eine Zerstörung der Haarfollikel (Haarwurzelscheide) zur narbigen Alopezie (Haarausfall) führt. Die Auslöser der Autoimmunreaktion sind nicht vollständig geklärt, diskutiert werden unter anderem hormonelle Faktoren. Betroffen sind vor allem Frauen nach den Wechseljahren.
Durch die Zerstörung der Haarfollikel kommt es zu einem fortschreitenden und unwiederbringlichen diffusen Haarverlust typischerweise entlang des Stirnhaaransatzes, aber auch andere Regionen der Kopfhaut und des übrigen Körpers können betroffen sein. Zurück bleiben haarlose, glatte Hautareale, in deren Randbereich als Zeichen der aktiven Entzündung eine kleinfleckige Rötung und Schuppung der Kopfhaut um die verbliebenen Haarfollikel zu sehen sein kann.
Die Diagnostik umfasst eine hautärztliche Untersuchung; zur Sicherung der Diagnose kann außerdem die Entnahme einer Gewebeprobe zur Untersuchung unter dem Mikroskop erforderlich sein. Hier zeigt sich eine durch Lymphozyten (Untergruppe der weißen Blutkörperchen) vermittelte Entzündung von Vellus- und Terminalhaarfollikeln mit Vernarbung des Umgebungsgewebes.
Therapeutisch kommen vor allem Corticosteroide lokal (äußerlich oder als Injektion) oder systemisch zum Einsatz. Die Behandlung sollte möglichst früh im Krankheitsverlauf einsetzen, um weiteren Haarverlust zu vermeiden.
Da das Entzündungsmuster der frontalen fibrosierenden Alopezie dem des Lichen planopilaris sehr ähnlich ist, wird die FFA auch als Variante des Lichen planopilaris (Lichen ruber planus der behaarten Haut) betrachtet. Ein gleichzeitiges Auftreten mit anderen Varianten des Lichen ruber planus kommt selten vor. Die Überlappung mit Zeichen der androgenetischen Alopezie wird als fibrosierende Alopezie mit androgenetischem Muster bezeichnet.

## Verbreitung
Betroffen sind meist Frauen über 50 Jahre und nach den Wechseljahren. Fälle einer frontalen fibrosierenden Alopezie bei Frauen vor den Wechseljahren und bei Männern sowie bei Kindern sind jedoch beschrieben.

## Ursache und Krankheitsentstehung
Durch eine gestörte Funktion des Immunsystems kommt es zu einer durch T-Lymphozyten vermittelten Autoimmunreaktion gegen Zellbestandteile der Keratinozyten (hornbildende Zellen) der Haarwurzelscheide.
Die Ursache der Autoimmunreaktion gilt als ungeklärt. Das häufige Auftreten der Krankheit nach den Wechseljahren lässt auf hormonelle Faktoren schließen. Eine bestimmte HLA-Genausstattung macht möglicherweise besonders anfällig für die Erkrankung.
Eine Assoziation der FFA besteht Fallberichten zufolge mit dem Graham-Little Syndrom, dem Sjögren-Syndrom, mit beidseitiger Entfernung der Eierstöcke, Haartransplantation, starkem Schwitzen und Vitiligo der Kopfhaut.

## Klinische Erscheinungen
Die Zerstörung der Haarfollikel führt zu einer vernarbenden Alopezie entlang des Stirnhaaransatzes, welcher mit zunehmender Dauer der Erkrankung symmetrisch nach hinten wandert.
Zurück bleiben Areale glatter, blasser Haut, in deren Randbereich Zeichen der follikulären Entzündung mit Hyperkeratose (überschießender Verhornung) der Follikel, Aufweitung der Follikelöffnung und kleinfleckiger, follikelgebundener Rötung und Schuppung der Kopfhaut zu sehen ein können. Anders als beim klassischen Lichen planus zeigt sich dabei eher keine fleckförmige Ausprägung der Veränderungen, sondern ein fortschreitendes diffuses Verschwinden der Haarfollikel innerhalb größerer Areale.

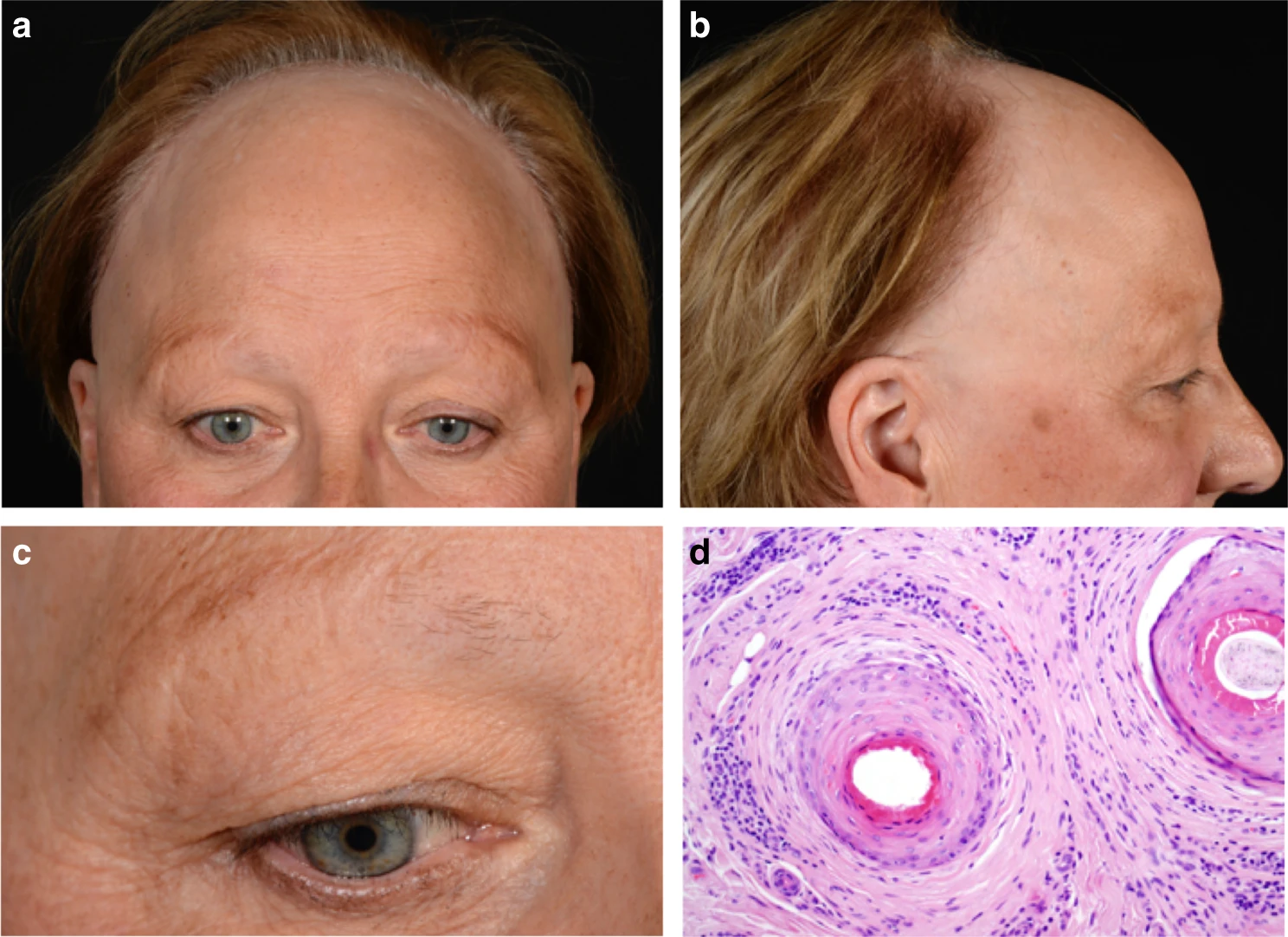
Haarverlust entlang des Stirnhaaransatzes (a), in der Schläfenregion (b) und im Bereich der Augenbrauen (c). Histologisches Bild mit Fibrose und lymphozytären Infiltraten im Umgebungsgewebe der Haarfollikel (d).

Neben dem Stirnhaaransatz können auch die Schläfen- und Scheitelregion, das Gesicht einschließlich Wimpern und Augenbrauen, der Nacken sowie Rumpf, Gliedmaße, Achselhöhlen und Genitalregion betroffen sein.
Gleichzeitige Läsionen eines klassischen Lichen ruber planus in anderen Körperregionen gelten als selten, sind ebenso wie Fälle eines gleichzeitigen Lichen ruber planus der Nägel und Lichen ruber pigmentosus aber beschrieben.

## Untersuchungsmethoden
Die Diagnostik umfasst eine hautärztliche Untersuchung, gegebenenfalls ergänzt um eine Gewebeprobe der Kopfhaut zur lichtmikroskopischen Untersuchung. Diese kann in klinisch unklaren Fällen anhand des Entzündungsmusters die Diagnosesicherung ermöglichen.

## Pathologie
In der mikroskopischen Untersuchung zeigt sich eine verminderte Anzahl an Haarfollikeln, die nach und nach durch Bindegewebsstränge ersetzt werden. Ähnlich dem Lichen planopilaris zeigt sich auf Höhe des Isthmus (mittlerer Anteil des Haarschaftes) ein lymphozytäres Entzündungsinfiltrat des follikulären Umgebungsgewebes. Hier besteht zudem eine Fibrose (Bindegewebsvermehrung im Sinne einer Vernarbung), welche durch einen Verlust der elastischen Fasern in der Elastica-van-Gieson-Färbung hervorgehoben werden kann. Vorzeitig abgestorbene Keratinozyten im Follikelepithel sind in variablem Ausmaß zu sehen.
Als Abgrenzungsmerkmal gegenüber dem Lichen planopilaris gilt vor allem im frühen Krankheitsstadium eine entzündliche Beteiligung von Vellusfollikeln und von Terminalhaarfollikeln in allen Stadien des Haarzyklus. Die oberflächliche Epidermis (Oberhaut) ist am Entzündungsprozess nicht beteiligt.
In der direkten Immunfluoreszenz finden sich relativ unspezifische Veränderungen wie beim Lichen planus: entlang der Basalmembran (Grenzschicht zwischen Follikelepithel und fibröser Wurzelscheide) zeigt sich eine Hervorhebung abgestorbener Keratinozyten auf IgM und IgA und gelegentlich eine Fluoreszenz auf Fibrinogen. Aufgrund größerer Unterschiede im klinischen Bild spielt die direkte Immunfluoreszenz zur Abgrenzung einer frontalen fibrosierenden Alopezie gegenüber einem Lupus erythematodes der Kopfhaut jedoch eine geringere Rolle als dies beim Lichen planopilaris der Fall ist.

## Behandlung
Zur Vermeidung unwiederbringlichen Haarverlustes sollte die Therapie möglichst früh im Krankheitsverlauf einsetzen. Wie beim Lichen planopilaris kommen vor allem Corticosteroide (äußerlich, als Injektion in betroffene Hautareale oder systemisch) zum Einsatz. Ergänzend wird die Gabe von Ciclosporin, Finasterid, Dutasterid und Minoxidil diskutiert.

## Heilungsaussicht
Eine Vorhersage über Ausmaß des Haarverlustes und Therapieerfolg ist nicht möglich. Zumeist kommt die Erkrankung mit oder ohne Behandlung über die Zeit zum Stillstand.

## Geschichte
Die Erstbeschreibung des Krankheitsbildes erfolgte im Jahr 1994 durch den australischen Dermatologen Steven Kossard.